# ノルディック・ゴールド
ノルディック・ゴールドは、銅合金の一種。EUのユーロ硬貨（50,20,10セント）や、スウェーデンの硬貨（10クローナ・5クローナ）に用いられている合金である。

## 概要
色は黄金色であるため、金を含まない銅合金であるにもかかわらず合金名として「ゴールド」を称している。
代表的な成分比率は下記の通り。
| 金属              | 比率 |
| ----------------- | ---- |
| 銅 (Cu)           | 89%  |
| アルミニウム (Al) | 5%   |
| 亜鉛 (Zn)         | 5%   |
| 錫 (Sn)           | 1%   |

## 歴史
1980年代に、スウェーデンで新しい10クローナ硬貨を発行するにあたり、その素材としてフィンランドの金属製造企業（Outokumpu社。祖業は銅材料製造だが、現在はその部門から撤退し、ステンレス鋼製造専業となっている）が開発した。合金名の「ノルディック」とは、これら開発ゆかりの地に由来する。
合金の開発に当たっては、以下の事項が考慮された。
- 皮脂等との反応により変色しにくいこと。
- 金属アレルギーを起こす元素（ニッケルなど）を含まないこと。
- 硬貨製造時には加工しやすく、かつ硬貨が流通する際には耐久性に優れること。

その後、ユーロ硬貨にも採用された。